# Думіду Хеттіарачічі
Думіду Васантха Хеттіарачічі (нар. 9 травня 1983) — ланкіський футболіст, захисник ланкійського клубу «Саундерс».

## Клубна кар'єра
Футбольну кар'єру розпочав у 2004 році в складі клубу «Реновн». У 2009 році перейшов до «Саундерса».

## Кар'єра в збірній
З 2006 року викликається до складу національної збірної Шрі-Ланки. Разом з командою став срібним призером Кубку виклику АФК 2006.